# Mortes em fevereiro de 2014
Mortes em 2014: ← Janeiro – Fevereiro – Março – Abril – Maio – Junho – Julho – Agosto – Setembro – Outubro – Novembro – Dezembro →
Esta é uma relação de pessoas notáveis que morreram durante o mês de fevereiro de 2014, listando nome, nacionalidade, ocupação e ano de nascimento.

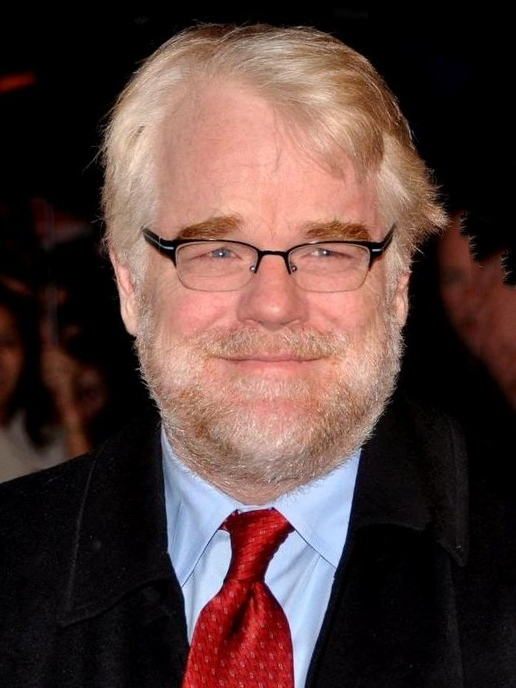
Philip Seymour Hoffman, ator estadunidense.

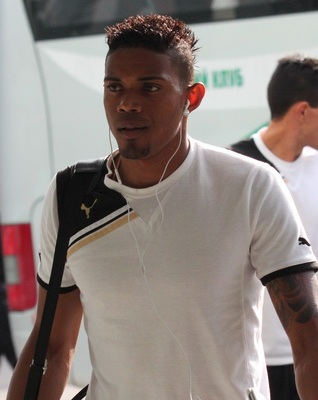
Maicon Oliveira, futebolista brasileiro.

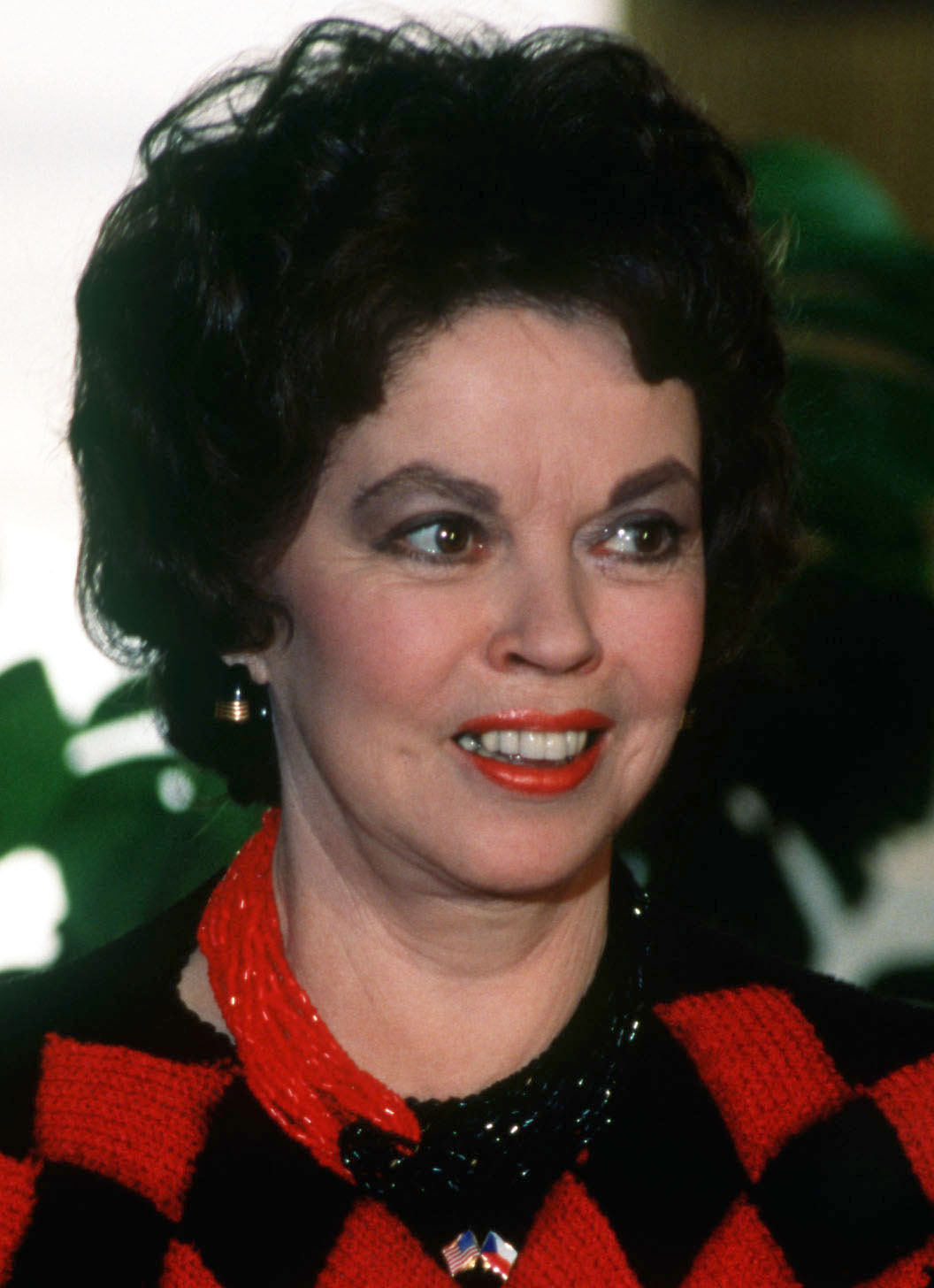
Shirley Temple, atriz e diplomata estadunidense.

| Dia | Nome                   | Profissão ou motivo de reconhecimento | País de nascimento   | Ano de nasc. | Ref           |
| --- | ---------------------- | ------------------------------------- | -------------------- | ------------ | ------------- |
| 1   | Luis Aragonés          | Futebolista e treinador               | Espanha              | 1938         | [ 1 ]         |
| 1   | Maximilian Schell      | Ator                                  | Áustria              | 1930         | [ 2 ]         |
| 2   | Eduardo Coutinho       | Cineasta                              | Brasil               | 1933         | [ 3 ]         |
| 2   | Philip Seymour Hoffman | Ator                                  | Estados Unidos       | 1967         | [ 4 ]         |
| 2   | Nonato Buzar           | Compositor                            | Brasil               | 1932         | [ 5 ]         |
| 2   | Gerd Albrecht          | Maestro                               | Alemanha             | 1935         | [ 6 ]         |
| 3   | Giba Giba              | Músico                                | Brasil               | 1940         | [ 7 ]         |
| 5   | Carlos Borges          | Futebolista                           | Uruguai              | 1932         | [ 8 ]         |
| 5   | Richard Hayman         | Maestro e arranjador                  | Estados Unidos       | 1920         | [ 9 ]         |
| 7   | Nico Nicolaiewsky      | Ator e músico                         | Brasil               | 1957         | [ 10 ]        |
| 7   | Maxine Kumin           | Poetisa                               | Estados Unidos       | 1925         | [ 11 ]        |
| 8   | Maicon Oliveira        | Futebolista                           | Brasil               | 1988         | [ 12 ]        |
| 8   | Philippe Mahut         | Futebolista                           | França               | 1956         | [ 13 ]        |
| 9   | Ademar de Barros Filho | Político                              | Brasil               | 1929         | [ 14 ]        |
| 9   | Gabriel Axel           | Cineasta                              | Dinamarca            | 1918         | [ 15 ]        |
| 10  | Stuart Hall            | Sociólogo e teórico cultural          | Jamaica              | 1932         | [ 16 ]        |
| 10  | Virgínia Lane          | Atriz, cantora e vedete               | Brasil               | 1920         | [ 17 ]        |
| 10  | Santiago Andrade       | Repórter cinematográfico              | Brasil               | 1964         | [ 18 ]        |
| 11  | Shirley Temple         | Atriz e diplomata                     | Estados Unidos       | 1928         | [ 19 ]        |
| 11  | Alice Babs             | Atriz e cantora                       | Suécia               | 1924         | [ 20 ]        |
| 12  | Sid Caesar             | Ator e humorista                      | Estados Unidos       | 1922         | [ 21 ]        |
| 13  | Laura Motta            | Freira                                | Brasil               | 1919         | [ 22 ]        |
| 13  | Richard Møller Nielsen | Futebolista e treinador               | Dinamarca            | 1937         | [ 23 ]        |
| 14  | Tom Finney             | Futebolista                           | Inglaterra           | 1922         | [ 24 ]        |
| 15  | Graciano Saga          | Cantor                                | Portugal             | 1948         | [ 25 ]        |
| 15  | Carlos Brunocilla      | Lutador                               | Brasil               | 1953         | [ 26 ]        |
| 17  | Wayne Smith            | Cantor e músico                       | Jamaica              | 1965         | [ 27 ]        |
| 18  | Nelson Frazier, Jr.    | Lutador de luta profissional          | Estados Unidos       | 1972         | [ 28 ]        |
| 19  | Valeri Kubasov         | Astronauta                            | Rússia               | 1935         | [ 29 ]        |
| 19  | Dale Gardner           | Astronauta                            | Estados Unidos       | 1948         | [ 30 ]        |
| 19  | Génesis Carmona        | Modelo                                | Venezuela            | 1991         | [ 31 ]        |
| 20  | Mário Travaglini       | Treinador de futebol                  | Brasil               | 1932         | [ 32 ]        |
| 20  | Rafael Addiego Bruno   | Jurista e político                    | Uruguai              | 1923         | [ 33 ]        |
| 22  | Arduino Colasanti      | Ator                                  | Itália/ Brasil       | 1935         | [ 34 ]        |
| 24  | Carlos Páez Vilaró     | Artista plástico e escritor           | Uruguai              | 1923         | [ 35 ]        |
| 24  | Harold Ramis           | Ator e cineasta                       | Estados Unidos       | 1944         | [ 36 ]        |
| 25  | Mário Coluna           | Futebolista e treinador               | Moçambique/ Portugal | 1935         | [ 37 ]        |
| 26  | Paco de Lucía          | Guitarrista                           | Espanha              | 1947         | [ 38 ] [ 39 ] |
| 26  | Loureiro Neto          | Radialista                            | Brasil               | 1952         | [ 40 ]        |
| 27  | Huber Matos            | Ativista e escritor                   | Cuba                 | 1918         | [ 41 ]        |
| 28  | Michio Mado            | Escritor                              | Japão                | 1909         | [ 42 ]        |
| 28  | Kevon Carter           | Futebolista                           | Trinidad e Tobago    | 1983         | [ 43 ]        |